# Emma Lowndes
Emma Lowndes es una actriz británica, más conocida por haber interpretado a Mary Rivers en la miniserie Jane Eyre, a Bella Gregson en la serie Cranford y a Margie Drewe en la serie Downton Abbey.

## Biografía
Es hija de Eric y Suzanne Lowndes, y tiene dos hermanos menores: Nathan Lowndes (futbolista) y Katie Lowndes.
Asistió al Royal Academy of Dramatic Art "RADA", de donde se graduó en 2000.
Desde 2012 sale con el actor Jason Merrells, con quien tiene una hija, Martha Merrells.

## Carrera
En 2006 interpretó a Mary Rivers en la miniserie Jane Eyre. En 2007 se unió al elenco de Cranford, donde interpretó a Bella Gregson hasta 2009. En 2008 interpretó a Julie en el episodio "Missing Persons" de la serie Heartbeat; había aparecido por primera vez en la serie en 2002, cuando dio vida a Teresa en el episodio "A Girl's Best Friend".
En 2013 apareció como invitada en el episodio "Back by Six" de la serie Moving On, donde dio vida a Maxine; había aparecido en la serie en el episodio "The Rain Has Stopped", donde interpretó a Alice en 2009. En 2014 se unió al elenco recurrente de la quinta temporada de la serie Downton Abbey, donde interpreta a la señorita Margie Drewe hasta ahora. Durante la sexta temporada aparece como personaje invitado. En 2015 apareció como invitada en un episodio de la segunda temporada de la serie The Musketeers, donde interpretó a Emilie de Duras.

## Filmografía[1]

### Series de televisión
| Año             | Serie           | Personaje              | Notas                                 |
| --------------- | --------------- | ---------------------- | ------------------------------------- |
| 2014 - presente | Downton Abbey   | Mrs. Margie Drewe      | 7 episodios                           |
| 2015            | The Musketeers  | Emilie de Duras        | episodio "Emilie"                     |
| 2013            | Moving On       | Maxine                 | episodio "Back by Six"                |
| 2011            | Vera            | Renagh Salter          | episodio "Little Lazarus"             |
| 2011            | Silent Witness  | Claire Lockford        | 2 episodios                           |
| 2010            | Survivors       | Sally                  | 2 episodios                           |
| 2007 - 2009     | Cranford        | Bella Gregson          | 6 episodios                           |
| 2009            | Paradox         | Julie Hughes           | episodio # 1.5 - miniserie            |
| 2008            | The Royal       | Penny Darnby           | episodio "Blood's Thicker Than Water" |
| 2008            | Heartbeat       | Julie                  | episodio "Missing Persons"            |
| 2008            | Doctors         | Mia Arnell             | 2 episodios                           |
| 2006            | Afterlife       | Zoe                    | episodio "A Name Written in Water"    |
| 2006            | Jane Eyre       | Mary Rivers            | 2 episodios                           |
| 2005            | Waking the Dead | Grace Foley (de joven) | 2 episodios                           |
| 2003            | Burn It         | Jane                   | -                                     |

### Películas
| Año  | Título      | Personaje | Notas |
| ---- | ----------- | --------- | --- |
| 2004 | Von Trapped | Interna   | junto a Caroline Quentin, Una Stubbs, Jim Carter, Lynda Rooke, Natalie Gumede, Philip Jackson y Daniel Smith |

### Teatro
| Año  | Obra                              | Personaje    | Director        | Teatro                       | Notas                                                               |
| ---- | --------------------------------- | ------------ | --------------- | ---------------------------- | ------------------------------------------------------------------- |
| 2013 | Children of the Sun               | Liza         | Howard Davies   | National Theatre             | junto a Geoffrey Streatfield y Justine Mitchell                     |
| 2010 | Who's Life is It Anyway?          | Kay Sadler   | Sir Peter Hall  | Comedy Theatre               | junto a Kim Cattrall, Ann Mitchell, Alexander Siddig y Janet Suzman |
| -    | The Accrington Pals               | May          | James Dacre     | Royal Exchange Theatre       | -                                                                   |
| -    | The Glass Menagerie               | Laura        | Polly Teale     | -                            | -                                                                   |
| -    | Measure for Measure               | Isabella     | Jamie Glover    | -                            | -                                                                   |
| -    | Topless Mum                       | Annie        | Caroline Hunt   | Tricycle Theatre             | -                                                                   |
| -    | Thérèse Raquin                    | Suzanne      | Marianne Elliot | The National Theatre         | -                                                                   |
| -    | Great Expectations                | Biddy        | Declan Donellan | RSC Theatre                  | -                                                                   |
| -    | The Storm                         | Palestra     | Tim Carroll     | -                            | -                                                                   |
| -    | The Rise and Fall of Little Voice | Little Voice | Sarah Frankcom  | Royal Exchange Theatre       | -                                                                   |
| -    | The Seagull                       | Nina         | Greg Hersov     | Royal Exchange Theatre       | -                                                                   |
| -    | Cold Meat Party                   | Nancy        | Braham Murray   | Royal Exchange Theatre       | -                                                                   |
| -    | Port                              | Rachel Keats | Marianne Elliot | Royal Exchange Theatre       | -                                                                   |
| -    | Hay Fever                         | Sorell Bliss | Alan Clements   | Gawsworth Open Air Theatre   | -                                                                   |
| -    | The Ash Girl                      | Lust         | Lucy Bailey     | Birmingham Repertory Theatre | -                                                                   |
| -    | Three More Sleepless Nights       | -            | -               | -                            | -                                                                   |

## Premios y nominaciones
| Año  | Categoría                      | Premio                                | Obra        | Resultado |
| ---- | ------------------------------ | ------------------------------------- | ----------- | --------- |
| 2003 | Best Actress in a Leading Role | Manchester Evening News Theatre Award | The Seagull | Ganadora  |
| 2003 | Best Actress                   | Ian Charleson Award                   | The Seagull | Nominada  |
| 2003 | Best Actress in a Leading Role | Manchester Evening News Theatre Award | Port        | Ganadora  |